# Ferdinand von Wrangel
Ferdinand von Wrangel (russisk: Фердинанд Петрович Врангель tr. Ferdinand Petrovitj Vrangel ; født 29. december 1796 i Pskov, død 6. juni 1870 i Dorpat, Estland), var en tysk-baltisk russisk friherre, admiral og søfarende.
Han deltog 1817-1819 i Vasilij Golovnins jordomsejling, hvor under han foretog hydrografiske undersøgelser i Beringstrædet, og fik 1820 ledelsen over en ekspedition, som skulle kortlægge den østre del af Sibiriens ishavskyst. Wrangel ankom november 1820 til Kolymaflodens munding, fortsatte derfra på hundeslæder til Mys Sjelagskij, undersøgte nøgle øer og sejlede under sommeren op ad Kolyma. År 1822 foretog han en slæderejse ud over ishavet for at søge et land, som tjuktjerne påstod at have set der ud for, og kom op til nærheden af 72. breddegrad uden at være stødt på noget land. Vinteren 1823 foretog han en ny slæderejse på havet til Koljutjinskaja Guba, ligeledes uden at finde noget land. Wrangel forlod i november 1823 sin base og kom hjem til Sankt Petersborg i august 1824.
Hans under denne ekspedition foretagne forskningsmæssige iagttagelser blev udgivet af Parrot på tysk i 1827. Efter en anden jordomsejling, 1825-27, udnævntes Wrangel til guvernør i Alaska (den gang russisk), hvor han under et femårigt ophold (1831-36) samlede værdifulde geografiske og etnografiske oplysninger. Senere blev han departementschef i marineministeriet, men trak sig 1849 tilbage som viceamiral. Samme år blev han direktør for det russisk-amerikanske handelsselskab, 1854 chef for det hydrografiske departement og 1858 medlem af Statsrådet. Ved Krimkrigens udbrud 1853 genindtrådte Wrangel i aktiv tjeneste og var 1853-58 chef for marineministeriet.
Det af Wrangel eftersøgte land blev 1849 fundet af Kellett og blev definitivt kortlagt af Hooper og Berry 1881. Det kaldtes først Wrangels land, senere Wrangels ø.